# Municipio de Adelaide
El municipio de Adelaide (en inglés: Adelaide Township) es un municipio ubicado en el condado de Bowman en el estado estadounidense de Dakota del Norte. En el año 2010 tenía una población de 29 habitantes y una densidad poblacional de 0,31 personas por km².

## Geografía
El municipio de Adelaide se encuentra ubicado en las coordenadas 46°9′46″N 103°40′38″O / 46.16278, -103.67722. Según la Oficina del Censo de los Estados Unidos, el municipio tiene una superficie total de 92.47 km², de la cual 92,39 km² corresponden a tierra firme y (0,09 %) 0,09 km² es agua.

## Demografía
Según el censo de 2010, había 29 personas residiendo en el municipio de Adelaide. La densidad de población era de 0,31 hab./km². De los 29 habitantes, el municipio de Adelaide estaba compuesto por el 96,55 % blancos y el 3,45 % eran de una mezcla de razas. Del total de la población el 0 % eran hispanos o latinos de cualquier raza.